# Гарматна гондола

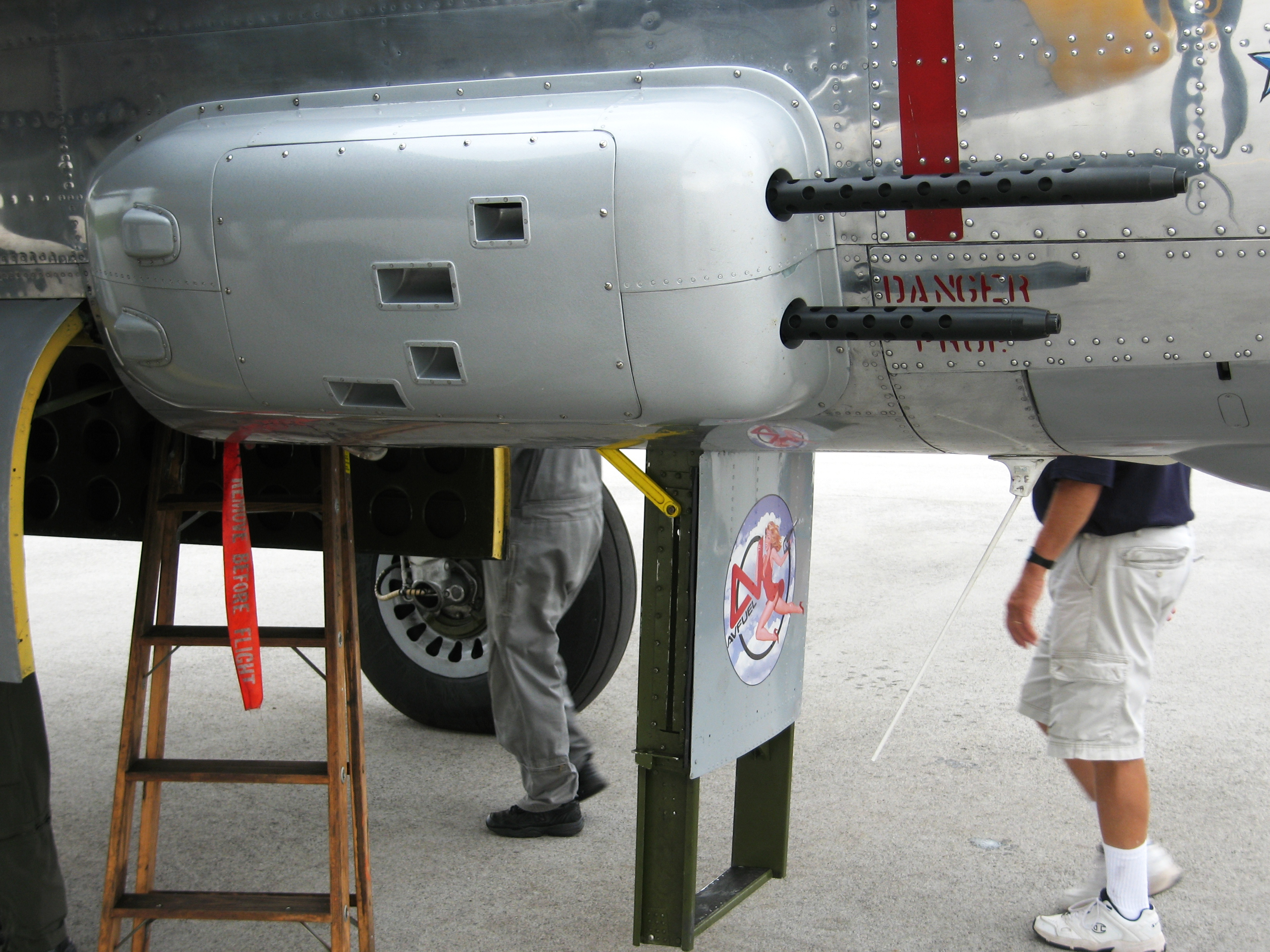
Одна з перших американських спроб гарматних гондол мала кулемети .50-калібру у "блістерній" гондолі на B-25 Mitchell.

Гарматна гондола — це з'ємна гондола або обтікач, який містить кулемети або автоматичні гармати і допоміжні засоби, встановлені назовні техніки, наприклад, на військових літаках які можуть мати або не мати власні гармати.

## Опис
Гарматна гондола зазвичай має одну або декілька гармат, боєкомплект та, за потреби, джерело живлення. Електричні гармати, наприклад M61 Vulcan, можуть живитись від електричної мережі літака або від аварійної авіаційної турбіни.
Гарматні гондоли збільшують вогневу потужність техніки не займаючи внутрішній простір. Їх можна знімати якщо вони не потрібні для виконання завдання. На деякій техніці вони ізольовані від впливу на важливі внутрішні компоненти такі як радар, а на реактивних літаках зброю можна розташувати подалі від повітрозабірників двигунів, зменшуючи проблему потрапляння порохових газів у двигуни через, що двигуни можуть зупинитися.
З появою підкрильних підвісок, після Другої світової війни, гарматні гондоли на підкрильних пілонах давали менш точну стрільбу ніж гармати вбудовані у фюзеляж або підфюзеляжні гарматні гондоли, через меншу жорсткість кріплення під крилами. Ця проблема сильно виявила себе у потужних гарматах, наприклад 30 мм GPU-5. Обидва способи кріплення гондол, під фюзеляж і під крилами, створюють великий аеродинамічний опір на швидкій техніці, наприклад винищувачах.
Гарматні гондоли загалом використовують на військових вертольотах, а також часто встановлюються на легкі літаки які використовують для антипартизанських операцій. Деяка повітряна зброя використовується у гондолах на винищувачах-бомбардувальниках для завдавання ударів по наземних цілях. Після війни у В'єтнамі, ВПС США прийняли рішення не використовувати дорогі літаки у антипартизанських операціях через економічну не ефективність, але у Радянському Союзу, а потім і у Росії, залишились прихильники антипартизанської війни і продовжили розвиток систем для цих цілей. Радянський досвід у Афганістані у 1980-ті призвели до появи гарматних гондол серії СППУ, які мали стволи які могли слідкувати за ціллю навіть коли літак пройшов над нею. Уроки в'єтнамської війни довели ефективність гармат. Дорогі винищувачі, наприклад, F-4 не мали навіть зовнішніх гармат. Ракети — зазвичай з радарним керуванням—мали значно гірші бойові показники при використані у повітряному бою. Інженери і техніки швидко знайшли вирішення встановлюючи роторні гармати у обрізані підвісні паливні баки, що стали імпровізованими гарматними гондолами які підходили для атаки наземних цілей (кулі дешевші за бомби).

## Друга світова війна

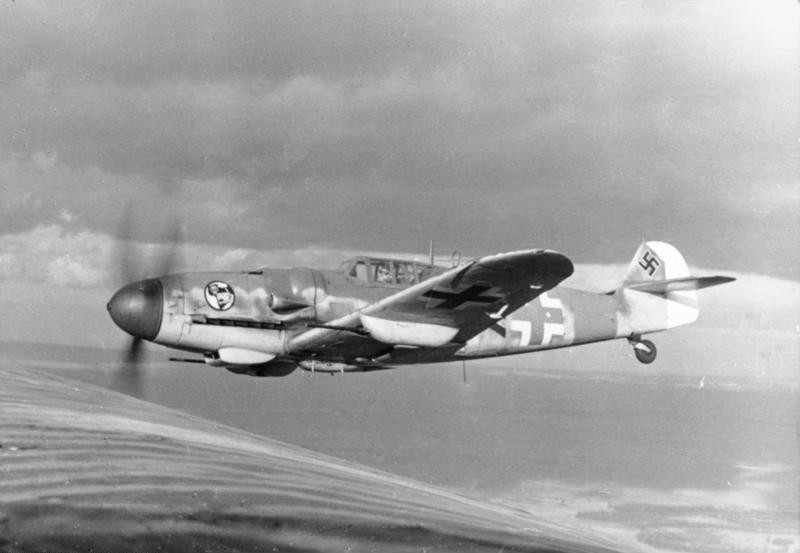
Bf 109G-6 часів Другої світової JG 27 Люфтваффе на службі у Reichsverteidigung, озброєний двома гондолами MG 151/20 підкрилами.

Під час Другої світової війни Люфтваффе використовували велику кількість різних, зазвичай жорстко змонтованих гарматних гондол які зазвичай мали назву Waffenbehälter (префікс WB, дослівно 'збройний контейнер') або Waffenträger (префікс WT, дослівно 'носій зброї') і мали кулемети MG 81 гвинтівкового калібру, протитанкові гармати Bordkanone, калібрами від 37 до 75 мм, хоча зазвичай у гарматних гондолах на винищувачах Bf 109 та Fw 190 використовували гармати MG 151/20 або MK 108.

## Гарматні гондоли

### США
GPU-2/A: гарматна гондола з гарматою M197.
GPU-5/A: гарматна гондола з гарматою GAU-13/A.
M18/SUU-11/A: гарматна гондола з кулеметом M134/GAU-2/A.
M12/SUU-16/A: гарматна гондола з гарматою M61A1.
M25/SUU-23/A: гарматна гондола з гарматою GAU-4/A.

### СРСР/Росія
Гарматна гондола ГУВ-8700 (9A624) з 2 ГШГ 7,62 мм / 9A622 та 1 Як-Б 12,7 мм / 9A624
Гарматна гондола ГУВ-8700 (9A669), схожа на попередню, 1 9A800 (АГС-17 30 мм) у гондолі.
Гарматна гондола УПК-23-250 з двоствольною гарматою ГШГ-23Л калібру  23 мм
Опускна гарматна гондола СППУ-22 з двоствольною гарматою ГШГ-23Л калібру 23 мм
СППУ-6 повністю мобільна гармата з шестиствольною гарматою ГШ-6-23 калібру 23 мм
Опускна гарматна гондола СППУ-687 (9A-4273) з високошвидкісною гарматою ГШ-30-1 калібру 30 мм (прототип)